# Школа вбивць
Школа вбивць (яп. ガンスリンガー·ガール, англ. Gunslinger Girl) — фантастична манґа і аніме автора Айди Ю. Дуже сентиментальна історія, про трагічну долю дівчаток-убивць.

## Сюжет
Уся сім'я маленької Генрієтти була жорстоко вбита; вона єдина дивом вижила, залишившись інвалідом. Одинадцятирічна Ріко від народження була прикута до ліжка. Їм, як і декільком іншим дівчатам, «дала притулок» італійська секретна служба. Їх зцілили, замінивши частини тіл кібернетичними протезами. Їм промили мізки, змусивши забути минуле і виконувати накази. До кожної з них приставлений дорослий наставник. Тепер вони працюють вбивцями на службі держави. Але, не зважаючи на це, вони залишаються дітьми.